# 男はつらいよ ぼくの伯父さん
『男はつらいよ ぼくの伯父さん』（おとこはつらいよ ぼくのおじさん）は、1989年12月27日に公開された日本映画。『男はつらいよ』シリーズの42作目。上映時間は109分。観客動員は190万人。配給収入は14億1000万円。同時上映は『釣りバカ日誌2』。

## 概要
- 本作から、寅次郎は甥の満男の恋をコーチする役に回っている。背景には、渥美清の体調不良で派手な演技ができなくなったことがあり、撮影時に61歳になった歳で振られ役を続けていくのも脚本上酷であるという判断もあった。そのため山田洋次は、年に2本作っていたシリーズを次作から年1本にし、また満男の登場シーンを増やし寅次郎の出番を最小限に減らす工夫をすることで、渥美の負担を減らしながら、『男はつらいよ』を続けていくことになった。そのため、当初は予定されていなかった及川泉を登場させることにもなった。以降、この形式（寅次郎・満男のそれぞれにマドンナが配置される形式）は、最終作『寅次郎紅の花』まで続く。
- 第42作～第45作に共通する問題であるが、この作品の「マドンナ」を誰と考えるかで、書物・ウェブサイトにより考えが分かれる。大きく分けると、(1)寿子（檀ふみ）だけをマドンナと考えるもの（例えば、『寅さん大全』）、(2)泉（後藤久美子）だけをマドンナと考えるもの（例えば、『男はつらいよパーフェクト・ガイド寅次郎全部見せます』）、(3)寿子と泉をともにマドンナと考えるもの（例えば、公式ウェブサイト）である。(2)の考え方を採ったものでも、第42作～第45作すべてに共通させているわけではなく、第45作では蝶子（風吹ジュン）をマドンナとしているもの（『男はつらいよ寅さん読本』）もあり、多種多様である。

## あらすじ
寅次郎が久々に柴又に帰ると、浪人中だが勉強とは違った人生の悩みを抱える甥の満男（吉岡秀隆）の姿があった。さくらから満男の相談に乗って欲しいと頼まれた寅次郎は、早速、近所の飲み屋へ一緒に出かける。そして、満男から勉強が身につかない原因が恋であると聞き、人生について語りつつ、満男にしこたま酒を飲ませる。帰宅後、未成年にもかかわらず酒を飲ませた事に激怒する博と大喧嘩した寅次郎は、翌日旅に出てしまう。
一方、満男も家出してしまう。満男は、高校時代の初恋の相手・泉（後藤久美子）が両親の別居後、引っ越した名古屋までオートバイで行くために、アルバイトまでしてあらかじめ準備していたのだ。泉の母親・礼子（夏木マリ）の働くスナックを探し出した満男だったが、礼子は、泉は自分と一緒にいたくないためにここにはおらず、自分の妹で泉の叔母に当たる寿子（檀ふみ）の家がある佐賀にいると告げる。満男は、事故を起こしたり、ホモに迫られたりしながら、オートバイで佐賀に向かう。佐賀に着いた満男は、早速泉に会うことができる。満男の出現に驚きながらも感激する泉だったが、その日は多少の時を過ごしただけで別れる。何とか宿を見つけた満男が相部屋に通されると、そこには何と寅次郎がいた。旅先で心細い気持ちでいた満男は、寅次郎に会えて安堵の表情を浮かべ、寅次郎の電話を代わってもらう形で両親に無事を知らせる。
翌日、満男は自分の行動が泉にとって迷惑なのではないかと感じ始めてしまい、東京に帰ろうかと寅次郎に相談する。満男の一途な恋に自分自身をダブらせた寅次郎は、恋の指南を決心する。小野小町と深草少将の百夜通いの話をするうち、満男に頼まれる形で、一緒に泉の家へ向かう。郷土史研究家で人に説明するのが大好きな祖父が寅次郎たちを迎え入れ、寅次郎をすっかり気に入り、ぜひ泊まってゆけという。寅次郎は寿子に好意を持ったこともあって、腰の引けている満男を巻き込んで、泊まらせてもらうことにする。寿子の夫の嘉一（尾藤イサオ）だけは他人が家に泊まるのを嫌がっていたが、しぶしぶ了解する。
翌日は日曜日。寅次郎は郷土史研究会の老人たちのお供をして吉野ヶ里遺跡巡りに出かける。満男も泉と連れだってバイクで吉野ヶ里など散策を楽しんだ。ところが、帰宅が遅くなってしまい、高校教師の嘉一から嫌みを言われる。満男は反省していたところに図星を突かれて卑屈になり、嘉一の元に身を寄せる泉を責めるようなことを言ってしまうが、「幸せだからそんなことが言える」と反駁されて、後味の悪い別れになってしまう。
翌日、泊まりの郷土巡りから祖父を連れ帰ってきた寅次郎は、嘉一に満男の行為につき、保護者として注意を受ける。それに対し、「私のようなできそこないが、こんなことを言うと笑われるかもしれませんが、私は甥の満男は間違ったことをしてないと思います。慣れない土地へ来て、寂しい思いをしているお嬢さんを慰めようと、両親にも内緒ではるばるオートバイでやってきた満男を、私はむしろよくやったと褒めてやりたいと思います」と、喧嘩腰でない実に紳士的な口調でかばう。寿子に行先を訊かれ、風の吹くままという趣旨の答えをしながら、「ものの例えですよ。根無し草みたいなもんですからね」と付け足すあたりに、人生を歩んできた深みのようなものが感じられる。さらに、泉の通う高校を訪ね、泉に「あたし、ちっとも怒ってない」と満男への伝言を頼まれる。
満男は柴又に帰ると、とても温かく迎え入れられ、両親と和解する。ちょうどそのとき、寅次郎がくるまやに電話をし、みなが寅次郎への感謝の気持ちを伝える。かくして、和気あいあいとした雰囲気で、満男の初めての家出騒動は解決する。
正月になり、満男が外出から帰るとそこには泉がいた。泉は、寅次郎にもらった「愚かな甥」を引き立ててくれるよう頼む年賀状を読んで、笑うのだった。

## キャスト
- 車寅次郎：渥美清
- 諏訪さくら：倍賞千恵子
- 奥村寿子（ひさこ）：檀ふみ - 佐賀に住む泉の叔母。
- 諏訪満男：吉岡秀隆
- 車竜造（おいちゃん）：下條正巳
- 車つね（おばちゃん）：三崎千恵子
- 諏訪博：前田吟
- 社長（桂梅太郎）：太宰久雄
- 源公：佐藤蛾次郎
- 御前様：笠智衆
- 淳平：石井均 - 郷土史会の老人。
- 老人：イッセー尾形 - 水郡線の車中の老人。席を譲ろうとして寅さんとトラブルになる。
- 三橋雪男（ライダー）：笹野高史 - カーブで転倒した満男を助け先導し同宿するが、寝ている満男を口紅を引いて襲おうとし、満男に逃げられ捨て台詞を吐く。
- ポンシュウ：関敬六
- こずえ：戸川純 - どぜうの飯田屋の店員。泥酔した寅次郎と満男をタクシーでとらやに送り届ける。
- アパート住人：田中世津子
- 郵便配達員：武野功雄
- キュウシュウ：不破万作
- 袋田駅長：じん弘 -  水郡線袋田駅。寅さんと老人のトラブルを仲裁する。
- 印刷工・中村：笠井一彦
- ゆかり（朝日印刷所女子工員）：マキノ佐代子
- 三平：北山雅康
- 印刷工：篠原靖治
- ゑびす旅館仲居：田中リカ
- ホステス：川井みどり
- 満男の友人・よっちん（吉田）：佐久間哲
- 満男の友人・岡部：古本新之輔
- 奥村章之助：今福将雄 - 嘉一の父。
- 奥村嘉一：尾藤イサオ - 寿子の夫。
- 及川礼子：夏木マリ - 泉の母。
- 及川泉：後藤久美子
- 備後屋：露木幸次（ノンクレジット）

出典『みんなの寅さん』

## ロケ地
- 愛知県名古屋市中川区、中区錦三丁目
- 佐賀県神埼郡吉野ヶ里町の吉野ヶ里遺跡（合併前当時：佐賀県神埼郡三田川町）
- 佐賀県佐賀市松原佐嘉神社
- 佐賀県佐賀市嘉瀬地区の嘉瀬川河川敷（撮影時、「1989第9回熱気球世界選手権」開催中）
- 佐賀県佐賀市の古湯温泉（元湯旅館鶴霊泉）（合併前当時：佐賀県佐賀郡富士町）
- 佐賀県小城市の小城駅（合併前当時：佐賀県小城郡三日月町）
- 佐賀県小城市の千代雀酒造（合併前当時：佐賀県小城郡三日月町）
- 佐賀県小城市の佐賀県立小城高等学校（合併前当時：佐賀県小城郡小城町）
- 佐賀県小城市山王神社、ゑびす旅館
- 佐賀県三瀬村(三瀬峠、モクモクハウス・食事シーン)
- 佐賀県白石町堤(奥村家の裏庭)
- 佐賀県佐賀市東畑瀬(礼子の実家)
- 福岡県北九州市(関門橋)
- 茨城県久慈郡大子町袋田駅
- 東京都葛飾区(さくらの家、都立葛飾野高校)、台東区(飯田屋・寅と満男が飲む)
- 神奈川県大船市(満男のバイクのシーン)
- 大阪府大阪市(満男のバイクシーン)

出典『みんなの寅さん』

## エピソード
予告編ではシリーズは珍しく壮大なBGMと共に大きな文字が横スクロールで動くタイプである。また使用されている場面も、ローカル線の遠景の他、オープニングの電車内で老人に席を譲る譲らないの一か所だけである。このシーンも予告編では老人を無理やり席に座らせているが、本編ではカットされている別バージョンとなっている。
挿入曲
- ジョン・フィリップ・スーザ作曲：マーチ『士官候補生』～満男の予備校での回想、江戸川河川敷でチアガール練習の場面。
- テクラ・バダジェフスカ作曲：『乙女の祈り』オルゴール～寅さんがくるまやに帰ってくる場面。商店街から聞こえてくる。
- 徳永英明作曲：『MYSELF〜風になりたい〜』満男がバイクで名古屋から佐賀へ向かうシーン。

この街で今誰かが出逢う…
- スペイン民謡 作詩：古関吉雄 『追憶』～佐賀県立小城高等学校校門で、寅さんが泉に別れを告げるシーン。

  星影やさしく またたくみ空を／（歌詞続き）仰ぎてさまよい 木陰をゆけば 葉うらのそよぎは 思い出誘いて すみ行く心に しのばるる昔 ああなつかし その日

## スタッフ
- 監督：山田洋次
- 脚本：山田洋次、朝間義隆
- プロデューサー：島津清
- 音楽：山本直純

## 受賞歴
- 第8回ゴールデングロス賞 優秀銀賞[9]
- 第3回日刊スポーツ映画大賞・石原裕次郎賞 助演男優賞／吉岡秀隆